# キャメロット最後の守護者
『キャメロット最後の守護者』（キャメロットさいごのしゅごしゃ）はアメリカのSF作家ロジャー・ゼラズニイによる短編集。バルログ賞短編部門を受賞した表題作を含む。
日本語翻訳版の底本は1980年にポケット・ブックスから刊行された The Last Defender of Camelot だが、
収録作のうち "He Who Shapes"(ネビュラ賞 中長編小説部門受賞作) と "Damnation Alley" は収録が見送られている。
これには、この二作品は長編へと加筆されたものが日本で既に翻訳・刊行済みであったという事情がある。この代わりに「復讐の女神」と「心はつめたい墓場」が追加収録されている。
1984年に、浅倉久志訳によりハヤカワ文庫から刊行。
キャメロット最後の守護者というタイトルではあるが、収録されたアーサー王ものは表題作の1作のみであり、大部分をSFが占める。

## 収録作品
- 受難劇 (原題：Passion Play)

ポスト・アポカリプスもの。ロボットたちは聖地と定めたル・マンにおいて、絶滅したかつての主人が行っていたカーレースを、その開催場所を除いて「完全に」再現するという内容の例祭を催していた。「聖なる車」の運転手に選ばれるという光栄に浴したロボットの「わたし」は、今年の演目である1961年のF1イタリアグランプリを演じるために、高揚感の中で聖地へと向かう。1962年に発表された作者のデビュー作。
- 騎士が来た! (原題:Horseman!)

黙示録の四騎士をモチーフとした小編。
- 吸血機伝説 (原題:The Stainless Steel Leech)

ポスト・アポカリプスもの。欠陥ロボットと判定され動力源を取り外されて以来、他のロボットの電力を奪う事でしか活動を維持できなくなった吸血機「わたし」と、人類絶滅により捕食対象を失ってただ衰弱していくだけの真の吸血鬼フリッツの交流を描く。
- おそろしい美 (原題:A Thing of Terrible Beauty)

アポカリプスもの。
- 復讐の女神 (原題:The Furies)

知的生命体ドリレンは惑星丸ごとの搾取を目的とした人類に移住か死かの二者択一を迫られていた。かつての英雄である人間コーゴはドリレンの側に肩入れし、人類に無差別の破壊と殺戮を撒き散らす。これに対するのは、先天性の欠損故に自宅に縛られる天才サンドール、ゴシップ狂いという難のある希少な超能力者ベネディクト、ふくよかで無害な男を偽装する腕利きの元諜報部員リンクスの三人だ。元部下からの説得を受けて人間性を回復しつつあったコーゴだが、ベネディクトの超能力にサンドールの分析を併せた正確無比の追跡からは逃れる術がなく、ついにリンクスによって殺害される。
ゼラズニィによると彼の作品の『地獄のハイウェイ』の登場人物タナーとは逆に、コーゴは善意と理想の元に災厄をもたらす人物として設計されている。
- 心はつめたい墓場 (原題:The Graveyard Heart)

- いまこそ力は来たりて (原題:Comes Now the Power)

家庭内不和に意気を挫かれた結果その超能力を喪失した男ミルト・ランドは、これを回復しようという試みの中で、自らにテレパシーで接触する存在と出会う。それは死病に冒された少女であった。ヒューゴー賞短編部門ノミネート作。
- 異端車 (原題:Auto-Da-Fe)

闘車（コリーダ）と呼ばれる、闘牛の牛を自動運転車に置き換えた架空のブラッド・スポーツが題材。最強の機闘士（メカドール）であるマノーロ・ドス・ムエルトスの三度目の、最後となった死をわたしは回想する。
- フロストとベータ（英語版） (原題:For a Breath I Tarry)

ポスト・アポカリプスもの。地球を覆うロボットたちが、既に絶滅した人類の為に地球を再建するという空しい事業に従事する中で、ロボットのフロストは空き時間を人類文明の欠片を拾い集め分析する事に費やしていた。やがて人間そのものに興味を持つようになったフロストの前に、貴重な遺物である「本」を携えた、モーデルという名のロボットが現れる。彼との取引を通じ、フロストは人間になることを目指すようになるのだが……。ヒューゴー賞中編部門ノミネート作。
- 生と死の浜辺  (原題:The Engine at Heartspring's Center)

舞台はかつて海際のリゾート地であった安楽死コロニー。自らの意思でコロニーを訪れたにもかかわらず、死を迎える心の準備も、死を断念してこの地を去ることもできない者は「生存不適応者」と呼ばれ、センターによる強制的な死が与えられる。主人公ボルクもこの生存不適応者であったが、そのサイボーグであるが故の高い戦闘力からか、センターが積極的な執行の気配を見せることは無かった。自らも生存不適応者であると語る少女を庇護下に置いたボルクは、彼女との共同生活の中でやがて生きる意欲を取り戻しはじめる。ところが、実はセンターの職員であった少女は致死薬を彼へ、そして自らへと注射する。ネビュラ賞およびジュピター賞短編部門ノミネート作。
- 血と塵のゲーム (原題:The Game of Blood and Dust)

2体の超越的存在が〈血〉役と〈塵〉役に分かれ、人類を駒に、地球をゲーム盤に見立てた対戦ゲームを行う。〈塵〉は文明の発展に手を貸す方向に、〈血〉はその逆に手を打っていく。やがて地球は放射線で汚染され、人類が絶滅することで〈塵〉は勝利条件を満たす。感想戦の後に2体は時間を巻き戻し、第二戦を始めるのだった。
- 賞はない (原題:No Award)

殺意を目ざとく発見する超能力者の警護を掻い潜って要人を暗殺する事は容易ではない。そこで、催眠術に脳外科的手法を組み合わせて、これを欺くことのできる暗殺者を仕立て上げる方法が開発された――大統領の公開演説を聴講している「わたし」は、自らが記憶を失っていることに気がつく。「わたし」とはある人物の左脳に宿る人格であり、脳梁を切り離された右脳には「わたし」とは別の人格が宿っていたのだった。催眠術により暗殺を強いられている右脳の人格は超能力者に露見する前に銃を引き抜くことに成功するが……
- ここにも悪魔を愛するものが (原題:Is there a Demon Lover in the House?)

見知らぬ医大生に気安く話しかけられた男は、その勧めに従って映画館に入り、共にいわくつきのスナッフフィルムを鑑賞する。そのグロテスクさよりは映画という技術そのものに感銘を受けた様子を男は見せ、その後に映画館から立ち去る。男の残した忘れ物から、彼が現代に迷い込んだ切り裂きジャックであったことが読者に仄めかされて物語は終わる。
- キャメロット最後の守護者 (原題:The Last Defender of Camelot)

舞台は現代。世界を破滅に導きかねない危険人物・マーリンの復活に対し、ランスロットとモーガン・ル・フェイという異色の組み合わせが立ち向かう。バルログ賞短編部門受賞作品。
- そのままでいて、ルビー・ストーン (原題:Stand Pat, Ruby Stone)

昆虫型知的生命体の二匹のメスと一匹のオスが主人公。強い愛で結ばれた三匹は種族の慣わし通りに、彼らのうちの二匹の死が前提となる婚姻関係を結ぶ。
- ハーフジャック (原題:Halfjack)

ジャックは普段は生身の人間を装っているが、その正体は望んで自らの半身を機械へと置き換えたサイボーグである。この事実はひょんなことから交際中の女性の知るところとなったが、彼女の愛は冷めることはなく、かえって一層燃え上がったのだった。ところが、ジャックはこの関係を清算して生業の星間輸送業を再開する。